# 木村佳香
木村 佳香（きむら よしか、1986年4月10日 - ）は日本のAV女優。趣味、特技等はバレエ、タップダンス。
東京都出身。2006年に『超有名バレエ団所属 プリマドンナAVデビュー』でAVデビューした。

## 作品

### アダルトビデオ
すべてMOODYZより発売
- 超有名バレエ団所属 プリマドンナAVデビュー （2006年11月1日）
- 超有名バレエ団所属プリマドンナ軟体FUCK （2006年12月1日）
- 超有名バレエ団所属プリマドンナ絶頂FUCK （2007年1月1日）
- 超有名バレエ団所属プリマドンナ輪姦レイプ （2007年2月1日）
- 超有名バレエ団所属プリマドンナ乱交 （2007年3月1日）
- 軟体バレエ団 グニャグニャ乱交 （2007年4月1日）…共演:MOMO、長井円香
- イカセ4時間 ICHIKA、当真ゆき、鮎川香織、木村佳香、天乃みお、さとう和香、稲葉みさき、辻めぐ、七海ここな、神崎麻衣 他 (2007年9月13日、MOODYZ)

## 出演
- 誘惑のマーメイド（MONDO21）